# فینال جام باشگاه‌های جهان ۲۰۱۴
فینال جام باشگاه‌های جهان ۲۰۱۴ مسابقه فینال جام باشگاه‌های جهان ۲۰۱۴، تورنمنت فوتبال به میزبانی مراکش بود. این یازدهمین فینال جام باشگاه‌های جهان، یک تورنمنت توسط فیفا بین برندگان شش کنفدراسیون قاره‌ای و همچنین قهرمان لیگ کشور میزبان بود.
فینال بین باشگاه اسپانیایی رئال مادرید، نماینده یوفا به عنوان قهرمان لیگ قهرمانان اروپا، و باشگاه آرژانتینی سن لورنسو، نماینده کونمبول به عنوان قهرمان جام لیبرتادورس برگزار شد. این بازی در ورزشگاه مراکش در مراکش در ۲۰ دسامبر ۲۰۱۴ برگزار شد. تیم اسپانیایی، بازی را ۲–۰ برد و اولین عنوان خود را در جام باشگاه‌های جهان و چهارمین قهرمانی خود در مسابقات قهرمانی جهان (با در نظر گرفتن جام‌های بین قاره‌ای سال ۱۹۶۰، ۱۹۹۸ و ۲۰۰۲) را بدست آورد که با میلان برابری می‌کند.

## پیش‌زمینه

### رئال مادرید
رئال مادرید پس از پیروزی ۴–۱ در وقت اضافه مقابل اتلتیکو مادرید در فینال، به عنوان قهرمان لیگ قهرمانان اروپا ۱۴–۲۰۱۳ به این مسابقات راه یافت. این دومین باری بود که رئال مادرید (پس از کسب مقام چهارم در مسابقات افتتاحیه در سال ۲۰۰۰) در این مسابقات شرکت می‌کرد. آنها پنج بار در جام بین قاره‌ای، سلف جام باشگاه‌های جهان، با سه عنوان قهرمانی (۱۹۶۰، ۱۹۹۸، ۲۰۰۲) و دو نایب قهرمانی (۱۹۶۶، ۲۰۰۰) بازی کرده‌اند. آنها با شکست باشگاه مکزیکی کروز آزول در نیمه نهایی به فینال رسیدند.

### سن لورنسو
سن لورنسو پس از پیروزی۲–۱ مقابل ناسیونال در مجموع دو بازی رفت و برگشت در فینال، به عنوان قهرمان جام لیبرتادورس ۲۰۱۴ به مسابقات راه یافت. این اولین باری بود که سن لورنسو در این مسابقات شرکت می‌کرد. آنها پس از شکست دادن باشگاه آوکلند سیتی نیوزیلند در نیمه نهایی به فینال رسیدند.

## مسیر تا فینال
| رئال مادرید                                              | تیم           | سن لورنسو                                                  |
| -------------------------------------------------------- | ------------- | ---------------------------------------------------------- |
| یوفا                                                     | کنفدراسیون    | کونمبول                                                    |
| قهرمان لیگ قهرمانان اروپا ۱۳–۲۰۱۲                        | نحوه شرکت     | قهرمان جام لیبرتادورس ۲۰۱۴                                 |
| استراحت                                                  | پلی آف        | استراحت                                                    |
| استراحت                                                  | یک‌چهارم نهایی | استراحت                                                    |
| ۴–۰ کروز آزول (راموس ۱۵', بنزما ۳۶', بیل ۵۰', ایسکو ۷۲') | نیمه نهایی    | ۲–۱ آوکلند سیتی (و.ا.) (بارینتوس ۴۵+۲'', ماتوس ۹۳' پنالتی) |

## مسابقه
| رئال مادرید         | ۲–۰   | سن لورنسو |
| ------------------- | ----- | --------- |
| راموس ۳۷' · بیل ۵۱' | گزارش |           |

| رئال مادرید | سن لورنسو |

| GK            | ۱  | ایکر کاسیاس (کاپیتان) |     |     |
| RB            | ۱۵ | دنی کارواخال          | '۳۰ | '۷۳ |
| CB            | ۴  | سرخیو راموس           | '۲۲ | '۸۹ |
| CB            | ۳  | پپه                   |     |     |
| LB            | ۱۲ | مارسلو                |     | '۴۴ |
| CM            | ۲۳ | ایسکو                 |     |     |
| CM            | ۸  | تونی کروس             |     |     |
| RM            | ۱۱ | گرت بیل               |     |     |
| LM            | ۱۰ | خامس رودریگز          |     |     |
| CF            | ۷  | کریستیانو رونالدو     |     |     |
| CF            | ۹  | کریم بنزما            |     |     |
| تعویض‌ها:      |    |                       |     |     |
| GK            | ۱۳ | کیلور ناواس           |     |     |
| GK            | ۲۵ | فرناندو پاچکو         |     |     |
| DF            | ۲  | رافائل واران          |     | '۸۹ |
| DF            | ۵  | فابیو کونترائو        |     | '۴۴ |
| MF            | ۶  | سامی خدیرا            |     |     |
| FW            | ۱۴ | خاویر ارناندس         |     |     |
| DF            | ۱۷ | آلوارو آربه‌لوآ        |     | '۷۳ |
| DF            | ۱۸ | ناچو                  |     |     |
| FW            | ۲۰ | خسه                   |     |     |
| MF            | ۲۴ | آسیر ایارامندی        |     |     |
| MF            | ۲۶ | آلوارو مدران          |     |     |
| سرمربی:       |    |                       |     |     |
| کارلو آنچلوتی |    |                       |     |     |

| GK             | ۱۲ | سباستین تورریکو               |     |     |
| RB             | ۷  | خولیو بافرینی                 | '۵۵ |     |
| CB             | ۱۴ | واتر کانمن                    | '۸۵ |     |
| CB             | ۳  | ماریو یپس                     |     | '۶۱ |
| LB             | ۲۱ | امانوئل ماس                   |     |     |
| DM             | ۲۰ | نستور اورتیگوزا               | '۱۲ |     |
| DM             | ۵  | خوان ایگناسیو مرسیه (کاپیتان) |     |     |
| CM             | ۸  | انزو کالینسکی                 |     |     |
| RM             | ۳۰ | گونزالو ورون                  |     | '۵۷ |
| LM             | ۱۱ | پابلو بارینتوس                | '۱۶ |     |
| CF             | ۹  | مارتین کاوتروسیو              |     | '۶۸ |
| تعویض‌ها:       |    |                               |     |     |
| GK             | ۱  | لئو فرانکو                    |     |     |
| GK             | ۳۳ | خوزه دوکی                     |     |     |
| DF             | ۲  | مائورو سیتو                   |     | '۶۱ |
| MF             | ۱۰ | لئاندرو روماگنولی             |     | '۵۷ |
| DF             | ۱۳ | رامیرو آریاس                  |     |     |
| FW             | ۱۵ | هکتور ویالبا                  |     |     |
| FW             | ۲۲ | نیکولاس بلاندی                |     |     |
| MF             | ۲۴ | خوان کاوالارو                 |     |     |
| FW             | ۲۶ | مائورو ماتوس                  |     | '۶۸ |
| DF             | ۲۷ | ماتیاس کاتالان                |     |     |
| DF             | ۲۹ | فابریسیو فونتانینی            |     |     |
| MF             | ۳۱ | فاکوندو کوییگنون              |     |     |
| سرمربی:        |    |                               |     |     |
| ادگاردو بائوسا |    |                               |     |     |

| بهترین بازیکن بازی: سرخیو راموس (رئال مادرید) کمک داوران: لیونل لئال (کاستاریکا) گرسون لوپز (گواتمالا) داور چهارم: نوماندیز دوئه (ساحل عاج) داور پنجم: سونگویفولو یئو (ساحل عاج) | قوانین مسابقه - ۹۰ دقیقه - ۳۰ دقیقه وقت اضافه در صورت نیاز - ضربات پنالتی اگر نتیجه همچنان مساوی است - دوازده نیمکت‌نشین - حداکثر ۳ تعویض |